# Benveniste ibn Labi
Benveniste ibn Labi fue un mecenas judío de Zaragoza del siglo XV. Hijo del príncipe Solomon ibn Labi de la Caballería, Benveniste vivió en Zaragoza y más tarde en Alcañiz, donde murió el 30 de noviembre de 1411.
Ibn Labi era muy rico, erudito y respetado, y a menudo participaba en discusiones intelectuales. Tuvo correspondencia con los hombres más eminentes de la época, entre otros con Meir Alguadez, que a petición de Benveniste tradujo la Ética nicomáquea de Aristóteles al hebreo, con Ḥasdai Crescas, con Isaac ben Sheshet, con Joseph Orabuena, rabino jefe de Navarra, y con el médico Astruc Rimoc, o como se llamó a sí mismo tras su conversión al cristianismo, Francisco Dios Carne.
Benveniste fue patrón de las ciencias y mecenas de estudiosos. Para él Zeraḥyah ha-Levi (Ferrer Saladín) tradujo el Taḥafat al-Filasafah de al-Ghazali al hebreo. A petición suya Joshua ben Joseph ibn Vivas Lorki escribió una obra (perdida) sobre las virtudes y funciones de los alimentos, que fue traducida más tarde al hebreo por su hijo Joseph Vidal.
Benveniste murió en Alcañiz y fue enterrado con grandes honores. Celebraciones en su memoria se realizaron en Zaragoza, Calatayud, Daroca, Soria y otros lugares.